# Mariage mystique

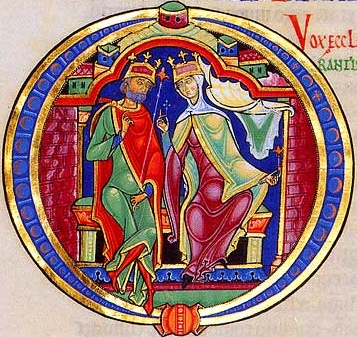
L'union mystique du Cantique des Cantiques, miniature de la cathédrale de Winchester, XIIe siècle.

Le mariage mystique, ou union mystique (en latin, unio mystica), est un thème de la mystique juive repris par la tradition chrétienne.

## Judaïsme
L’idée religieuse d’une union de Dieu et de l’homme est pensée et représentée sous l’image des fiançailles et du mariage. 
Les commentaires rabbiniques voient dans le Cantique des cantiques le symbole du mariage de Sion avec Dieu.
Dans la Kabbale, il est dit qu’une manifestation féminine de Dieu, la Shekhina, ou « Présence de Dieu », s’étend parmi les hommes, qui éprouvent un désir d’union avec Dieu. 

## Christianisme

### La tradition

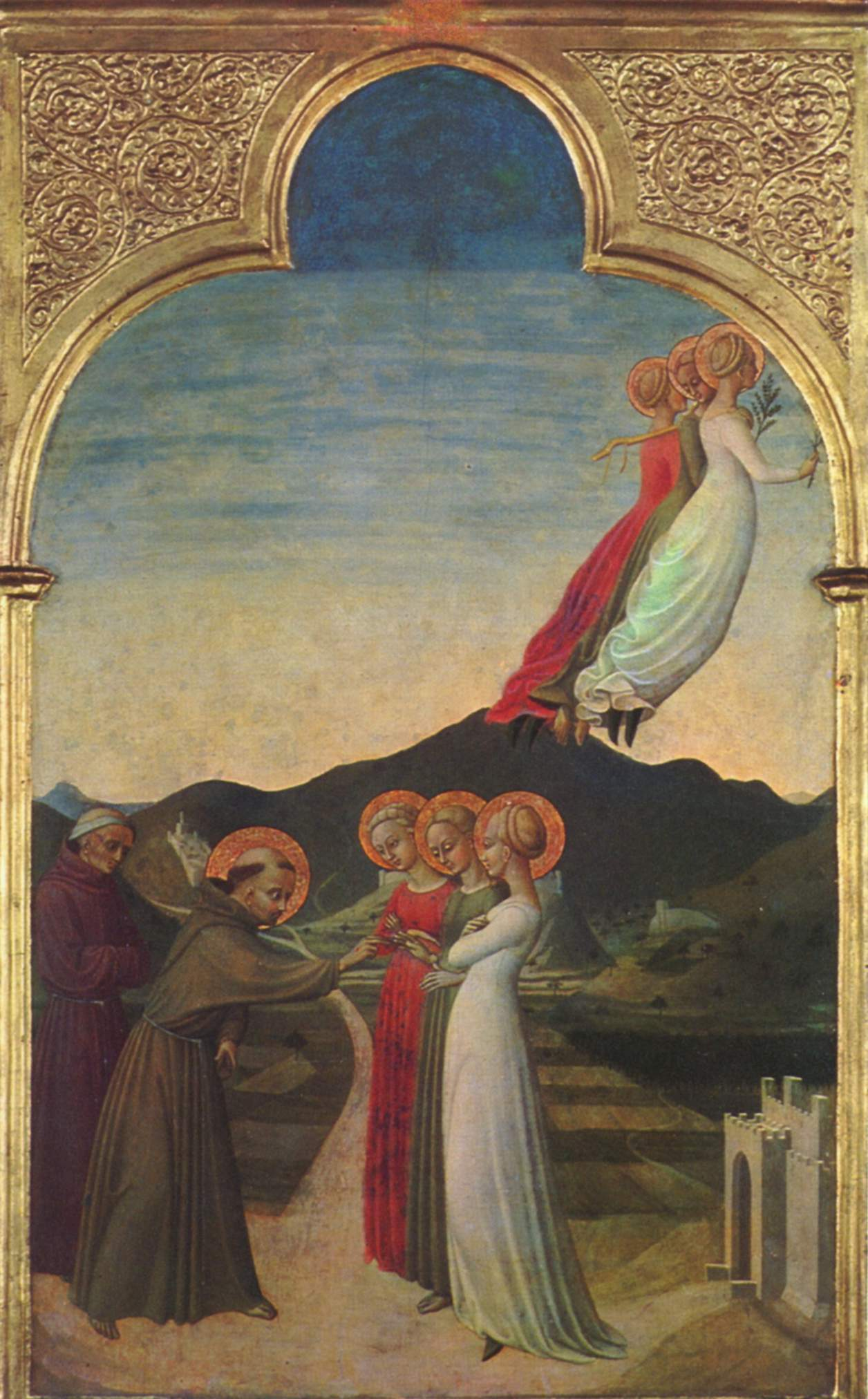
Le Mariage mystique de saint François d'Assise par Sassetta.

Le Nouveau Testament présente Jésus-Christ comme l’Époux. Cette façon de « ressentir » plutôt que « penser » son lien à Dieu est évoquée par Augustin d'Hippone, mais l'expression « mariage mystique » vient de Jean de la Croix dans Le Cantique spirituel.
Le Moyen Âge voit apparaître une théologie et une piété qui développent le thème du mariage allégorique avec Dieu. En particulier, la consécration des vierges « mariées au Christ » est devenue une institution qui s’est perpétuée dans l’Église latine et dans l'Église orthodoxe.
Les mariages mystiques sont indissolubles par nature. Ils peuvent également être contractés par des anges gardiens et unir deux personnes qui deviendront mystiquement complémentaires. Dans ce cas, on parle de mariage par procuration divine. 
Le mariage mystique est source d'inspiration pour les peintres. Les saintes sont représentées épousant le Christ ou plus souvent le Christ Enfant afin de garder une imagerie pure, tandis que les saints épousent les trois vertus théologales. 

### Saints chrétiens ayant connu le mariage mystique
- Saint François d'Assise
- Sainte Catherine de Sienne
- Sainte Catherine d'Alexandrie
- Sainte Colette de Corbie
- Sainte Thérèse d'Avila[2]
- Saint Jean de la Croix
- Sainte Thérèse de Lisieux
- Sainte Angèle de Foligno
- Sainte Louise de Marillac
- Sainte Marie de l'Incarnation